# Гирин
Гири́н, также Цзили́нь (кит. упр. 吉林, пиньинь Jílín, палл. Цзилинь) — многонациональная провинция на северо-востоке Китая, на границе с КНДР и Россией. Административный центр и крупнейший город — Чанчунь. Согласно переписи 2020 года в Гирине проживало 24,073 млн человек.

## География

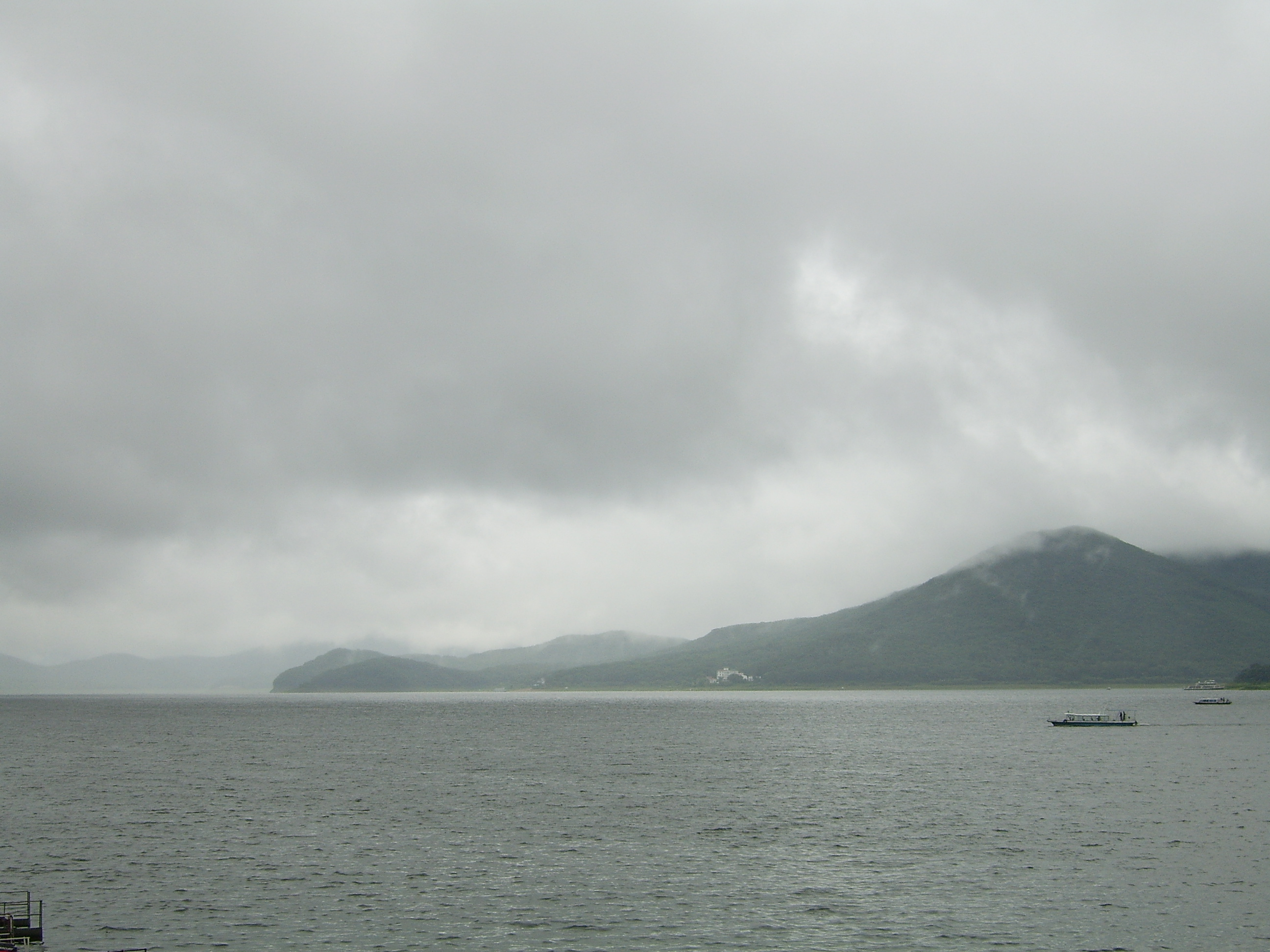
Водохранилище Сунхуаху в Гирине

Занимаемая провинцией площадь составляет 191,1 тыс. км² (12-е место).

### Животный мир
В заповеднике Тяньцяолин обитают амурский тигр и дальневосточный леопард.

## История
Постройка в конце XIX века возле города Гирин патронного завода, а также наличие судостроительной верфи, сделали город важным стратегическим пунктом. После подавления Ихэтуаньского восстания в городе находился русский гарнизон и колония, существовавшие до русско-японской войны. До города была проведена ветка от КВЖД. Провинция была образована в 1907 году со столицей в городе Гирин. В результате белой эмиграции на Дальний Восток в 1923 году Гирин использовался как самый крупный лагерь русских войск, во главе которого стоял генерал Михаил Дитерихс. В течение 1923 года войска Земской Рати, находящейся в Гирине, были переведены на положение беженцев, которые разъехались в Харбин, Шанхай и другие города. Согласно донесениям ИНО ОГПУ, русская колония в Гирине существовала и после расселения армии по городам Китая.
После образования в 1932 году марионеточного государства Маньчжоу-го власти страны довольно часто меняли её административное деление: так в 1934 году из провинции Гирин были выделены провинции Цзяньдао и Биньцзян, в 1937 году из провинции Биньцзян была выделена провинция Муданьцзян, в 1939 году из частей провинций Биньцзян и Лунцзян была создана провинция Бэйань, а из провинции Муданьцзян была выделена провинция Дунъань, в 1943 году провинции Муданьцзян, Дунъань и Цзяньдао были слиты в Объединённую Восточно-Маньчжурскую провинцию.
После Второй мировой войны правительство Китайской республики разделило основную территорию современного китайского Северо-Востока на 9 провинций. После образования в 1949 году Китайской народной республики девять провинций были слиты в пять. В 1954 году путём слияния провинций Гирин и Сунцзян была образована современная провинция Гирин. 27 сентября 1954 года столица провинции Гирин была перенесена из Гирина в Чанчунь. В 1969 году аймак Джирим был передан из состава Внутренней Монголии в состав провинции Гирин, однако в 1979 году он был возвращён в состав Внутренней Монголии.

## Население
Население провинции почти не растёт примерно с 2000 года. Провинция отличается низкими показателями рождаемости (7,91 человек на 1 тысячу жителей, что почти в 1,5 раза ниже общекитайского показателя) и естественного прироста (2,03 человека на 1 тыс. жителей в 2010 году, что более, чем в два раза ниже общекитайского показателя).

### Динамика численности населения
- 1954 год — 11,77 млн человек[9]
- 1964 год — 15,67 млн человек[9]
- 1982 год — 22,56 млн человек[9]
- 1990 год — 24,66 млн человек[9]
- 2000 год — 27,28 млн человек[9]
- 2005 год — 27,16 млн человек[9]
- 2010 год — 27,47 млн человек[9]
- 2020 год — 24,07 млн человек[10]

### Национальный состав
По данным переписи населения КНР 2010 года, первые пять народностей по численности населения в  провинции Гирин были следующие:
| Народность | Население  | Процент |
| ---------- | ---------- | ------- |
| ханьцы     | 25 267 110 | 92,04 % |
| корейцы    | 1 040 167  | 3,79 %  |
| маньчжуры  | 866 365    | 3,16 %  |
| монголы    | 145 039    | 0,53 %  |
| хуэй       | 118 799    | 0,43 %  |

## Административное деление
Провинция делится на 1 город субпровинциального значения, 7 городских округов и 1 автономный округ.
| Карта                                                                                           | Карта              | Карта                        | Карта                             |
| ----------------------------------------------------------------------------------------------- | ------------------ | ---------------------------- | --------------------------------- |
| Чанчунь Гирин Сыпин Ляоюань Тунхуа Байшань Сунъюань Байчэн Яньбянь-Корейский · автономный округ |                    |                              |                                   |
| Русское название                                                                                | Китайское название | Пиньинь                      | Статус                            |
| Чанчунь                                                                                         | 长春市             | Chángchūn shì                | город субпровинциального значения |
| Байчэн                                                                                          | 白城市             | Báichéng shì                 | Городской округ                   |
| Байшань                                                                                         | 白山市             | Báishān shì                  | Городской округ                   |
| Гирин                                                                                           | 吉林市             | Jílín shì                    | Городской округ                   |
| Ляоюань                                                                                         | 辽源市             | Liáoyuán shì                 | Городской округ                   |
| Сыпин                                                                                           | 四平市             | Sìpíng shì                   | Городской округ                   |
| Сунъюань                                                                                        | 松原市             | Sōngyuán shì                 | Городской округ                   |
| Тунхуа                                                                                          | 通化市             | Tōnghuà shì                  | Городской округ                   |
| Яньбянь-Корейский АО                                                                            | 延边朝鲜族自治州   | Yánbiān cháoxiǎnzú zìzhìzhōu | Автономный округ                  |

## Вооружённые силы
В Гунчжулине расположен штаб 34-й авиационной бригады; в Тунхуа — штаб 652-й ракетной бригады; в Чанчуне — Сельскохозяйственный университет НОАК, Авиационный университет ВВС, 2-е лётное училище ВВС и Чанчуньский центр управления космическими полётами.

## Экономика
Основные отрасли экономики — трансграничная электронная коммерция, переработка сельскохозяйственной продукции, машиностроение, медицина и здравоохранение.
В первом полугодии 2021 года валовой региональный продукт провинции Цзилинь составил 608,3 млрд юаней (около 94 млрд долл. США), увеличившись на 10,7 % в годовом выражении.  

### Туризм
Большое значение имеет зимний туризм, особенно горнолыжные курорты (по состоянию на 2022 год в провинции было построено 75 горнолыжных курортов, на территории которых располагались 319 лыжных трасс и 94 парка зимних развлечений). Основные туристические локации — Маньчжуро-Корейские горы (Чанбайшань), озеро Цаган-Нур и национальный лесопарк Цзинъюетань в Чанчуне.

### Сельское хозяйство
Провинция Цзилинь является ведущим производителем женьшеня в Китае: на её долю приходится 60 % от общего объёма производства женьшеня в стране. В 2021 году общий объем производства в индустрии женьшеня провинции Цзилинь превысил 60 млрд юаней, что на 5,2 % больше, чем в 2020 году. В 2023 году в провинции было собрано 34 тыс. тонн корней женьшеня, общая стоимость продукции индустрии женьшеня превысила 70 млрд юаней (9,81 млрд долл. США), увеличившись на 10,3 % по сравнению с показателем 2022 года. Из женьшеня в Цзилине производят лечебные и косметические средства, напитки и пищевые добавки.
В 2023 году объем производства зерна достиг 41,87 млрд кг (провинция Цзилинь заняла четвертое место в стране по производству зерна). Уровень комплексной механизации для вспашки, посева и сбора сельскохозяйственных культур достиг 94 %.

### Внешняя торговля
В первом полугодии 2021 года объём внешней торговли провинции Цзилинь вырос на 30,2 % в годовом исчислении и составил 79,1 млрд юаней (около 12,2 млрд долларов США). Объём экспорта достиг 16,87 млрд юаней (+ 21,5 %), объём импорта — 62,23 млрд юаней (+ 32,8 %). Объём грузов, перевезённых через границы провинции Цзилинь, превысил 1,85 млн тонн (+ 17 %). При этом более 50 % грузов, перевезённых следующими через провинцию Цзилинь грузовыми поездами сообщения Китай — Европа, были товарами местного производства.
За первые три квартала 2021 года объём товарооборота провинции Цзилинь с Россией составил 6,3 млрд юаней, что почти вдвое больше, чем за аналогичный период 2020 года. За этот же период общий объём внешней торговли провинции Цзилинь достиг 118,77 млрд юаней или 18,46 млрд долларов США (+ 27,7 % в годовом исчислении).
По итогам 2022 года внешнеторговый оборот провинции составил 156 млрд юаней.

## Наука

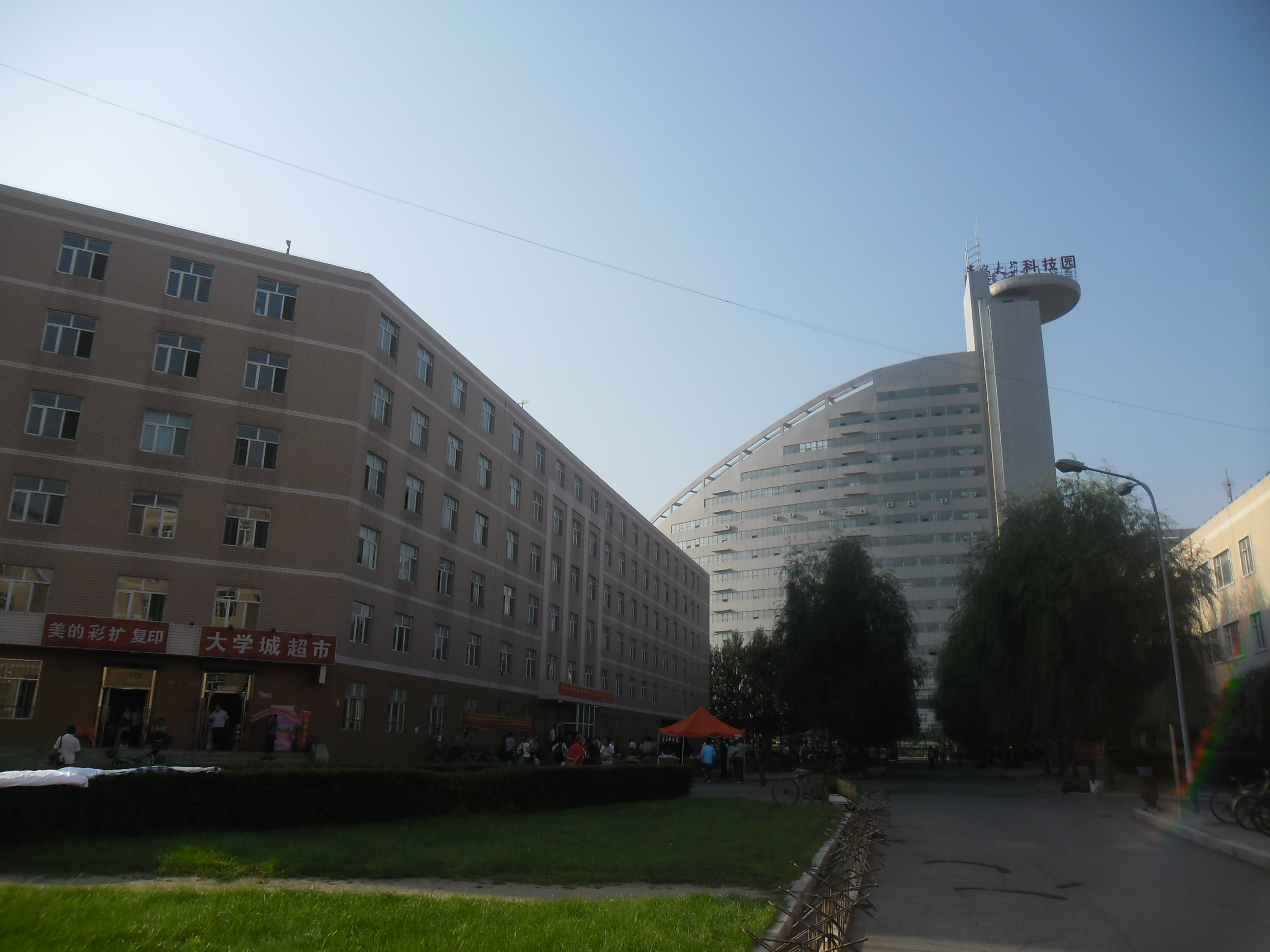
Цзилиньский университет

Ведущими научно-исследовательскими учреждениями провинции Цзилинь являются Цзилиньский университет (Чанчунь), Чанчуньский институт прикладной химии Китайской академии наук, Северо-восточный педагогический университет (Чанчунь), Первая больница Цзилиньского университета (Чанчунь), больница университета Яньбянь (Яньцзи), Китайско-японская больница Цзилиньского университета (Чанчунь), университет Яньбянь (Яньцзи), Вторая клиническая больница Цзилиньского университета (Чанчунь), Цзилиньский сельскохозяйственный университет (Чанчунь), Чанчуньский институт оптики, точной механики и физики Китайской академии наук, Цзилиньский педагогический университет (Сыпин).

### Археология и палеогенетика
После того, как Северо-Восточный Китай обезлюдел во время максимума последнего оледенения (LGM) (по данным археологии), образцы Хоутаомуга (Houtaomuga) показывают на то, что в неолите в этом районе произошла миграция с севера на юг. В неолитических гробницах нашли 25 скелетов, у 11 из которых выявлены свидетельства искусственной деформации черепа. У образца M45 (11 000 — 13 000 лет до настоящего времени) определена митохондриальная гаплогруппа D4h1, у образца M54A (7430—7320 лет до настоящего времени или 5480—5370 лет до н. э.) из II фазы (ранний неолит 2) стоянки Хоутаомуга на реке Нэньцзян определена митохондриальная гаплогруппа B4c1a2 и Y-хромосомная гаплогруппа N1a1-TAT>pre-Y23747. Образец M94 (5550—5470 лет до настоящего времени), относящийся к фазе III (средний неолит) стоянки Хоутаомуга принадлежит к митохондриальной гаплогруппе D4 и Y-хромосомной гаплогруппе C2b_4 (по-видимому C-F1756, подкласс не определён). У образца M89 (5940—5870 лет до настоящего времени) определена митохондриальная гаплогруппа A, у образца M91 (5590—5460 лет до настоящего времени) определена митохондриальная гаплогруппа Y1.
Ранняя плоскодонная керамика цилиндрической или усечённо-конической формы ранненеолитических объектов Хоутаомуга (ранненеолитический горизонт) и Шуанта в бассейне реки Нэньцзян (провинция Цзилинь) и стоянок в долине Амура сильно отличается от остродонной и круглодонной посуды Забайкалья, Японского архипелага и Южного Китая.